# Saccobolus citrinus
Saccobolus citrinus är en svampart som beskrevs av Boud. & Torrend 1911. Saccobolus citrinus ingår i släktet Saccobolus och familjen Ascobolaceae.  Arten är reproducerande i Sverige. Inga underarter finns listade i Catalogue of Life.